# 成為悲劇元凶的最強異端，最後頭目女王為了人民犧牲奉獻
《成為悲劇元凶的最強異端，最後頭目女王為了人民犧牲奉獻》（簡稱）是日本作家天壹（天壱）創作的輕小說系列，由2018年4月19日起在成為小說家吧連載，2019年6月4日起經一迅社發行實體書，鈴之助（鈴ノ助）擔綱插圖。改編漫畫由2020年3月起開始在網上連載，由松浦文庫（松浦ぶんこ）繪畫。
2022年10月28日，宣佈改編電視動畫，由OLM擔任動畫製作，於2023年7月至9月播映。
改編漫畫《成為悲劇元兇的最強異端，最後頭目女王為了人民犧牲奉獻 To The Savior》從2023年7月起開始連載，於2024年12月完結，由繪畫。改編漫畫《成為悲劇元兇的最強異端，最後頭目女王為了人民犧牲奉獻 The Savior’s Pride》從2025年3月起開始連載，同樣由繪畫。漫畫版在2020年電子漫畫大賞（日語：電子コミック大賞）中，和《幸福食堂的異世界飯》（日語：しあわせ食堂の異世界ご飯）獲頒異世界部門賞。

## 角色列表
普萊朵·羅耶爾·艾比（聲：菲魯茲·藍）
本作主角。女王制國家弗里西亞王國的第一公主。前世是剛考上短期大學的普通女生，因交通事故身亡穿越到自己沉迷的少女遊戲《你與一線光芒》（簡稱《你光》）的世界中。意識到自己穿越後的身份竟然是這個遊戲裡作惡多端的最終反派角色，決定將攻略對象從悲劇中解救出來，並為了國家和人民竭心盡力。
史提爾·羅耶爾·艾比（聲：內田真禮、内山昂輝（青年））
普萊朵的繼弟，比普萊德小一歲。《你光》的攻略對象之一。因為擁有能夠瞬間移動的特殊能力，被帶到王室作為養子擔任普萊德的輔佐。會採取各種各樣的策略維護溫柔地迎接自己的普萊朵。
緹雅菈·羅耶爾·艾比（聲：戶松遙）
普萊朵小兩歲的妹妹。《你光》的主角。弗里西亞王國的第二公主，因為身體虛弱，為了遠離暗殺和誘拐，直到六歲的生日都被好好地隱藏了起來。
亞瑟·貝列斯弗德（聲：榎木淳彌）
王國騎士團第八隊的騎士。團長羅德里格的兒子，比普萊朵大兩歲。《你光》的攻略對象之一。對自己的特殊能力感到自卑，但在普萊朵救了自己的父親後，以她的言行為契機決意成為騎士。
羅莎·羅耶爾·艾比（聲：井上喜久子）
普萊朵、緹雅菈的母親與女王，具有預知能力。金色的捲髮。她柔和的眼睛因化妝而顯得更加明亮。
亞伯特·羅耶爾·艾比（聲：森川智之）
普萊朵、緹雅菈的父親與王夫。出身其他國家，所以沒有特殊能力。
吉爾伯特·巴特拉（聲：遊佐浩二）
王國的宰相。擁有操縱年齡的特殊能力，也是一個天才謀略家。
羅德里格·貝列斯弗德（聲：安元洋貴）
騎士團團長，特殊能力為斬擊無效化，亞瑟的父親。妻子是克拉麗莎（聲：南條愛乃）。
克拉克·達爾文（聲：關俊彥）
騎士團副團長。
卡拉姆·包爾德（聲：小野大輔）
第三隊騎士隊長。是一位在性格、智力、技術、判斷力等各方面都表現出色的騎士。
亞蘭·巴納茲（聲：下野紘）
第一隊騎士隊長。熱愛飲酒，性格開朗，雖然不是特殊能力者，卻是戰鬥力排名前五的強大騎士。
艾利克·吉爾克里斯特（聲：永塚拓馬）
第一隊副騎士隊長。
華爾（聲：諏訪部順一）
前盗賊罪犯。在騎士團遭到奇襲後，受到了普萊朵的審判，並簽訂了奴役契約。土牆的特殊能力者。
賽菲柯（聲：M·A·O）
特殊能力為水，是由華爾取名的一名少女，與凱梅特姊弟相稱(沒有血緣)
凱梅特（聲：石上靜香）
特殊能力為增強，名字由華爾取，其義為數字的意思(跟他們的年齡相關)
傑克（聲：廣瀨裕也）
短髮的近衛軍青年。幫助了差點從窗外掉下去的普萊朵。
洛蒂（聲：陶山惠實里）
普萊朵的專屬女僕之一，焦糖色鮑勃短髮。
瑪莉（聲：清水彩香）
普萊朵的專屬女僕之一，頭髮在腦後紮成一個髮髻。
瑪麗安·愛德華茲（聲：上田麗奈）
有著淡粉色頭髮和眼睛的伯爵家三女，吉爾伯特的未婚妻。
韋爾（聲：喜屋武和輝）
酒館老闆。身體強壯。

## 出版書籍

### 輕小說
| 卷數 | 一迅社        | 一迅社                 | 青文出版社    | 青文出版社                                             |
| 卷數 | 發售日期      | ISBN                   | 發售日期      | ISBN                                                   |
| ---- | ------------- | ---------------------- | ------------- | ------------------------------------------------------ |
| 1    | 2019年6月4日  | ISBN 978-475-809-177-0 | 2022年7月13日 | ISBN 978-626-322-618-0                                 |
| 2    | 2020年3月3日  | ISBN 978-475-809-242-5 | 2023年2月16日 | ISBN 978-626-340-169-3                                 |
| 3    | 2021年1月7日  | ISBN 978-475-809-326-2 | 2023年5月31日 | ISBN 978-626-340-819-7                                 |
| 4    | 2021年9月2日  | ISBN 978-475-809-394-1 | 2023年7月3日  | ISBN 978-626-362-150-3                                 |
| 5    | 2022年4月4日  | ISBN 978-475-809-452-8 | 2024年4月3日  | ISBN 978-626-383-005-9（限定版）ISBN 978-626-383-004-2 |
| 6    | 2022年11月2日 | ISBN 978-475-809-503-7 | 2025年7月30日 | ISBN 978-626-422-874-9                                 |
| 7    | 2023年8月2日  | ISBN 978-4-7580-9570-9 |               |                                                        |
| 8    | 2024年4月2日  | ISBN 978-4-7580-9630-0 |               |                                                        |
| 9    | 2024年12月3日 | ISBN 978-4-7580-9689-8 |               |                                                        |
| 10   | 2025年4月2日  | ISBN 978-4-7580-9717-8 |               |                                                        |

### 漫畫
成為悲劇元凶的最強異端，最後頭目女王為了人民犧牲奉獻
| 卷數 | 一迅社         | 一迅社                 | 青文出版社     | 青文出版社             |
| 卷數 | 發售日期       | ISBN                   | 發售日期       | ISBN                   |
| ---- | -------------- | ---------------------- | -------------- | ---------------------- |
| 1    | 2020年10月24日 | ISBN 978-475-803-554-5 | 2022年7月13日  | ISBN 978-626-322-666-1 |
| 2    | 2021年4月30日  | ISBN 978-475-803-602-3 | 2022年11月14日 | ISBN 978-626-340-221-8 |
| 3    | 2022年1月31日  | ISBN 978-475-803-703-7 | 2023年6月14日  | ISBN 978-626-340-827-2 |

成為悲劇元凶的最強異端，最後頭目女王為了人民犧牲奉獻 To The Savior
| 卷數 | 一迅社        | 一迅社                 | 青文出版社 | 青文出版社 |
| 卷數 | 發售日期      | ISBN                   | 發售日期   | ISBN       |
| ---- | ------------- | ---------------------- | ---------- | ---------- |
| 1    | 2024年2月29日 | ISBN 978-4-7580-3993-2 | 2024年     |            |

## 電視動畫

### 主題曲
片頭曲
主唱：，作詞、作曲：，編曲：、廣澤悠也
第1話作片尾曲
片尾曲
主唱：，作詞、作曲：麗
第1話未使用

### 各話列表
| 話數   | 日文標題 | 中文標題               | 劇本     | 分鏡            | 演出       | 作畫監督                                                                | 總作畫監督                 | 首播日期      |
| ------ | -------- | ---------------------- | -------- | --------------- | ---------- | ----------------------------------------------------------------------- | -------------------------- | ------------- |
| 第1話  |          | 任性公主覺醒           | 三重野瞳 | 新田典生        | 志村錠兒   | 木下雪映、土信田和幸 岡田繪里香、無錫櫻花動畫                           | 中山裕美                   | 2023年 7月6日 |
| 第2話  |          | 極惡公主向義弟期許     | 三重野瞳 | 新田典生        | 沼山茉由   | 、上赤由香里 川本和孝、 竹内宽、服部未梦 藤彩七、森泉亚矢子             | 中山裕美                   | 7月13日       |
| 第3話  |          | 異端公主與騎士團       | 三重野瞳 | 新田典生        | 平田貴大   | 趙小川、王敏、陳玲玲 姜海華、徐超                                       | 中山裕美 河野仁美          | 7月20日       |
| 第4話  |          | 最差勁公主與起誓的青年 | 三重野瞳 | 秋山朋子        | 石井希美   | 木下雪映、李普螺 村田誠、山縣亞紀                                       | 中山裕美                   | 7月27日       |
| 第5話  |          | 狠毒公主與劍           | 伊福部崇 | 永島昭子        | 志村錠兒   | 木下雪映、土信田和幸 岡田繪里香、山縣亞紀                               | 東海林康和 佐藤陵          | 8月3日        |
| 第6話  |          | 自私公主下達裁決       | 土屋理敬 | 谷口工作        | 沼山茉由   | 悬田扇子、紫灯珈 川本和孝、清水椋大 秦相子、铃木莉乃 远藤里兰、西原千晶 | 桑原麻衣 中山裕美 河野仁美 | 8月10日       |
| 第7話  |          | 冷酷公主与放弃的人     | 伊福部崇 | 新田典生        | 森田侑希   | 趙小川、陳玲玲、姜海華                                                  | 中山裕美                   | 8月17日       |
| 第8話  |          | 無禮公主與制裁         | 伊福部崇 | 秋山朋子        | 西田健一   | 大野美葉、李普螺 村田誠、成元鎔 朴佳連、曹暻柱                          | 東海林康和 佐藤陵          | 8月24日       |
| 第9話  |          | 殘酷公主與罪人         | 三重野瞳 | 新田典生 石井輝 | 石井輝     | 木下雪映、山縣亞紀 土信田和幸、岡田繪里香 黑澤浩美                      | 桑原麻衣 河野仁美          | 8月31日       |
| 第10話 |          | 無情公主決定潛入       | 土屋理敬 | 永島昭子        | 沼山茉由   | 竹內寬、 川本和孝、藤彩七 中川實、細川茉奈 遠藤里蘭、渡邊一平太         | 中山裕美                   | 9月7日        |
| 第11話 |          | 殘酷公主與命令         | 伊福部崇 | 秋山朋子        | 石井希美   | 大野美葉、李普螺 村田誠、山縣亞紀 秋元勇一                              | 東海林康和 佐藤陵 阿部祐里 | 9月14日       |
| 第12話 |          | 暴虐公主朝向未來       | 三重野瞳 | 新田典生        | 山井紗也香 | 木下雪映、山縣亞紀 土信田和幸、岡田繪里香 黑澤浩美                      | 河野仁美 桑原麻衣 大和葵   | 9月21日       |

### 播映平台
| 播映國家、地區 | 播映平台              | 播映日期              | 播映時間              | 備註   |
| -------------- | --------------------- | --------------------- | --------------------- | ------ |
| 臺灣           | 巴哈姆特動畫瘋        | 2023年7月6日－9月21日 | 星期四 23:40（UTC+8） | [ 31 ] |
| 臺灣           | 中華電信MOD           | 2023年7月6日－9月21日 | 星期四 23:40（UTC+8） | [ 31 ] |
| 臺灣           | Hami Video            | 2023年7月6日－9月21日 | 星期四 23:40（UTC+8） | [ 31 ] |
| 臺灣           | LiTV 線上影視         | 2023年7月6日－9月21日 | 星期四 23:40（UTC+8） | [ 31 ] |
| 臺灣           | MyVideo               | 2023年7月6日－9月21日 | 星期四 23:40（UTC+8） | [ 31 ] |
| 臺灣           | KKTV                  | 2023年7月6日－9月21日 | 星期四 23:40（UTC+8） | [ 31 ] |
| 臺灣           | LINE TV               | 2023年7月6日－9月21日 | 星期四 23:40（UTC+8） | [ 31 ] |
| 臺灣           | Yahoo TV              | 2023年7月6日－9月21日 | 星期四 23:40（UTC+8） | [ 31 ] |
| 臺灣           | 遠傳friDay影音        | 2023年7月6日－9月21日 | 星期四 23:40（UTC+8） | [ 31 ] |
| 臺灣           | bbTV                  | 2023年7月6日－9月21日 | 星期四 23:40（UTC+8） | [ 31 ] |
| 臺灣           | CATCHPLAY+            | 2023年7月6日－9月21日 | 星期四 23:40（UTC+8） | [ 31 ] |
| 臺灣           | 亂搭                  | 2023年7月6日－9月21日 | 星期四 23:40（UTC+8） | [ 31 ] |
| 臺灣           | 愛奇藝                | 2023年7月6日－9月21日 | 星期四 23:40（UTC+8） | [ 32 ] |
| 臺灣           | 木棉花台灣YouTube頻道 | 2023年7月6日－9月21日 | 星期四 23:40（UTC+8） | [ 31 ] |
| 香港、澳門     | 木棉花香港YouTube頻道 | 2023年7月6日－9月21日 | 星期四 23:40（UTC+8） | [ 33 ] |

## 外部連結
- 成為小說家吧官方網站（日語）
- 一迅社官方網站（日語）
- 漫畫連載網站（日語）
- To The Savior漫畫連載網站（日語）
- The Savior’s Pride漫畫連載網站（日語）
- 電視動畫官方網站（日語）
- 電視動畫的X（前Twitter）（日語）